# محمود معاذ
محمود معاذ؛ مواليد 26 أكتوبر 1984 في المدينة المنورة، السعودية، هو لاعب كرة قدم سعودي.
كانت بداياته مع نادي الأنصار و لعب بعدها لأندية الأهلي والفيصلي ونجران و وقع مع نادي التعاون في عام 2013 و إنتقل إلى نادي الوحدة عام 2017 و لعب معهم موسم وعاد إلى نادي الأنصار في عام 2018 و انتقل إلى نادي البكيرية في عام 2019 و عاد مرة أخرى إلى نادي الأنصار في عام 2021 ووقع مع نادي وج في عام 2023.

## روابط خارجية
- محمود معاذ على موقع Soccerway.com (الإنجليزية)